# Kapellengrien
Kapellengrien ist ein Naturschutzgebiet auf dem Gebiet der Gemeinden Bad Bellingen und Efringen-Kirchen im Landkreis Lörrach in Baden-Württemberg.
Das 65,9 ha große Gebiet mit der Kenn-Nummer 3.202, das nordwestlich des Efringen-Kirchener Ortsteils Kleinkems zwischen A 5 und Rhein liegt, ist seit dem 5. Dezember 1994 als Naturschutzgebiet ausgewiesen.

## Bedeutung
Es handelt sich um einen besonders vielfältigen Bereich des südlichen Oberrheins mit unterschiedlichen, eng benachbarten Biotoptypen – dem Rhein mit Anlandungsflächen, Trockenaue und Kiesgrube. Das Gebiet ist Lebensraum einer Vielzahl seltener, zum Teil vom Aussterben bedrohter Tier- und Pflanzenarten. Es ist ein bedeutendes Brut-, Durchzugs- und Überwinterungsgebiet für seltene Vogelarten. 